# Vincenzo Bracco
Giovanni Vincenzo Bracco (Imperia, 14 settembre 1835 – Gerusalemme, 19 giugno 1889) è stato un patriarca cattolico italiano, secondo patriarca latino di Gerusalemme e gran maestro dell'Ordine equestre del Santo Sepolcro di Gerusalemme.

## Biografia
Nato a Torrazza, frazione di Imperia, Vincenzo Bracco studiò a Porto Maurizio ed entrò nel seminario di Albenga nel 1854 per prepararsi al sacerdozio e studiare teologia. Nel 1855 entrò al collegio Brignole Sale di Genova. Il 18 giugno 1859 ricevette l'ordinazione sacerdotale. Nel 1860 si recò come missionario a Gerusalemme. Insegnò filosofia e dal 1862 fu rettore del seminario di Gerusalemme. Il 2 marzo 1866 papa Pio IX lo nominò vescovo titolare di Magido e ausiliare di Gerusalemme. Ricevette la consacrazione episcopale il 13 maggio 1866 dal patriarca Giuseppe Valerga, co-consacranti il vicario apostolico di Galla Guglielmo Massaia, O.F.M Cap., e l'arcieparca di Mardin Melkon Nazarian. Fu allo stesso tempo vicario generale. Il 21 marzo 1873 Pio IX lo nominò patriarca di Gerusalemme. Dal 1873 fino alla morte fu anche gran maestro dell'Ordine del Santo Sepolcro. Morì di polmonite il 19 giugno 1889 e fu sepolto nella chiesa del patriarcato, come il suo predecessore Valerga.

## Genealogia episcopale e successione apostolica
La genealogia episcopale è:
- Cardinale Scipione Rebiba
- Cardinale Giulio Antonio Santori
- Cardinale Girolamo Bernerio, O.P.
- Arcivescovo Galeazzo Sanvitale
- Cardinale Ludovico Ludovisi
- Cardinale Luigi Caetani
- Cardinale Ulderico Carpegna
- Cardinale Paluzzo Paluzzi Altieri degli Albertoni
- Papa Benedetto XIII
- Papa Benedetto XIV
- Cardinale Enrico Enriquez
- Arcivescovo Manuel Quintano Bonifaz
- Cardinale Buenaventura Córdoba Espinosa de la Cerda
- Cardinale Giuseppe Maria Doria Pamphilj
- Papa Pio VIII
- Papa Pio IX
- Patriarca Giuseppe Valerga
- Patriarca Vincenzo Bracco

La successione apostolica è:
- Arcivescovo Gaudenzio Bonfigli, O.F.M.Obs. (1881)